# زیرراه امیرقلی
زیرراه امیرقلی، روستایی از توابع بخش زز و ماهرو شهرستان الیگودرز در استان لرستان ایران است.

## جمعیت
این روستا در دهستان ماهرو قرار دارد و براساس سرشماری مرکز آمار ایران در سال ۱۳۸۵، جمعیت آن ۷۵ نفر (۱۲خانوار) بوده‌است. اهالی این روستا از ایل حاجیوند تیره غالبی خدارحمی می‌باشند.